# Daan Breeuwsma
Daan Breeuwsma (* 29. Dezember 1987 in Heerenveen) ist ein niederländischer Shorttracker.

## Werdegang
Breeuwsma debütierte im Oktober 2008 in Salt Lake City im Shorttrack-Weltcup und belegte dabei über 1500 m den 35. Rang. Bei den folgenden Shorttrack-Europameisterschaften 2009 in Turin gewann er Silber mit der Staffel über 5000 m. In der Saison 2010/11 erreichte er in Shanghai mit dem dritten Platz und in Moskau mit dem ersten Platz in der Staffel seine ersten Podestplatzierungen im Weltcup. Bei den Shorttrack-Europameisterschaften 2011 in Heerenveen holte er Gold mit der Staffel. In der folgenden Saison kam er in Shanghai auf den dritten Platz über 500 m und in Dordrecht auf den ersten Rang mit der Staffel über 5000 m. Bei den Shorttrack-Europameisterschaften 2012 in Mladá Boleslav gewann er wie im Vorjahr die Goldmedaille in der Staffel. Im März 2012 holte er bei den Shorttrack-Weltmeisterschaften 2012 in Shanghai Silber mit der Staffel. In der Saison 2012/13 belegte er im Weltcup mit der Staffel dreimal den zweiten Platz. Bei den Shorttrack-Europameisterschaften 2013 in Malmö holte er mit der Staffel die Silbermedaille. Im März 2013 gewann er bei den Shorttrack-Weltmeisterschaften 2013 in Debrecen mit der Staffel über 5000 m die Bronzemedaille. In der folgenden Saison kam er beim Weltcup in Turin auf den dritten Rang mit der Staffel. Bei den Shorttrack-Europameisterschaften 2014 in Dresden Silber mit der Staffel. Bei seiner ersten Olympiateilnahme 2014 in Sotschi wurde er Vierter mit der Staffel. Im März 2014 gewann er bei den Shorttrack-Weltmeisterschaften 2014 in Montreal mit der Staffel zusammen mit Niels Kerstholt, Freek van der Wart und Sjinkie Knegt die Goldmedaille. In der Saison 2014/15 siegte er im Weltcup zweimal mit der Staffel und erreichte einmal den zweiten und einmal den dritten Platz mit der Staffel. Im Januar 2015 errang er bei den Shorttrack-Europameisterschaften 2015 in Dordrecht mit der Staffel die Bronzemedaille. Zudem wurde er dort Dritter über 1500 m. Bei den folgenden Shorttrack-Weltmeisterschaften 2015 in Moskau gewann er ebenfalls Bronze mit der Staffel.
In der Saison 2015/16 siegte Breeuwsma in Nagoya mit der Staffel und belegte in Montreal den zweiten Platz mit der Staffel. Bei den Shorttrack-Europameisterschaften 2016 in Sotschi holte er die Goldmedaille mit der Staffel. In der folgenden Saison kam er im Weltcup mit der Staffel viermal auf den zweiten Platz und in Minsk den ersten Platz. Bei den Europameisterschaften 2017 in Turin und bei den Weltmeisterschaften 2017 in Rotterdam gewann er jeweils die Goldmedaille mit der Staffel. In der Saison 2017/18 wurde er in Dordrecht und in Seoul jeweils Zweiter mit der Staffel. Bei den Europameisterschaften 2018 in Dresden holte er die Goldmedaille mit der Staffel und kam bei den Weltmeisterschaften 2018 in Montreal auf den vierten Platz mit der Staffel. Beim Saisonhöhepunkt, den Olympischen Winterspielen 2018 in Pyeongchang, errang er den 26. Platz über 1000 m und den siebten Platz über 500 m. In der folgenden Saison siegte er mit der Staffel in Almaty und lief mit der Staffel in Calgary auf den dritten Platz. Zudem wurde er in Calgary und in Salt Lake City jeweils Zweiter mit der Mixed-Staffel. Bei den Europameisterschaften 2019 in Dordrecht gewann er die Silbermedaille mit der Staffel. Im Mehrkampf errang er dort den 11. Platz. In der Saison 2019/20 erreichte er mit vier Top-Zehn-Platzierungen den neunten Platz im Weltcup über 1000 m. Zudem siegte er in Shanghai mit der Mixed-Staffel und wurde in Nagoya Dritter mit der Mixed-Staffel. Bei den Europameisterschaften 2020 in Debrecen holte er mit der Staffel die Silbermedaille.

## Weltcupsiege im Team
| Nr. | Datum             | Ort         |
| --- | ----------------- | ----------- |
| 1.  | 13. Februar 2011  | Moskau 1    |
| 2.  | 12. Februar 2012  | Dordrecht 1 |
| 3.  | 21. Dezember 2014 | Seoul 2     |
| 4.  | 8. Februar 2015   | Dresden 3   |
| 5.  | 6. Dezember 2015  | Dresden 4   |
| 6   | 12. Februar 2017  | Dresden 5   |
| 7.  | 9. Dezember 2018  | Almaty 5    |
| 8.  | 7. Dezember 2019  | Shanghai 6  |

## Persönliche Bestzeiten
- 500 m      40,626 s (aufgestellt am 10. Dezember 2016 in Shanghai)
- 1000 m    1:22,545 min (aufgestellt am 12. November 2016 in Salt Lake City)
- 1500 m    2:13,048 min (aufgestellt am 13. Februar 2015 in Erzurum)
- 3000 m    4:47,998 min (aufgestellt am 18. Dezember 2009 in Heerenveen)